# Bí thư Thị ủy (Việt Nam)
Bí thư Thị ủy là người chịu trách nhiệm cao nhất trong Thị ủy, Ban Thường vụ và Thường trực Thị ủy; cùng Thị ủy, Ban Thường vụ và Thường trực Thị ủy chịu trách nhiệm trước Tỉnh ủy, Ban Thường vụ và Thường trực Tỉnh ủy, trước Đảng bộ và nhân dân thị xã về sự lãnh đạo của Đảng trên mọi lĩnh vực ở địa phương.
Bí thư Thị ủy có thể kiêm nhiệm chức vụ Chủ tịch Hội đồng Nhân dân thị xã. Bí thư Thị ủy thường là Ủy viên Ban Thường vụ Tỉnh ủy, Thành ủy trực thuộc trung ương (gọi chung là Tỉnh ủy).

## Quyền hạn và nhiệm vụ
Bí thư Thị ủy có quyền hạn và nhiệm vụ sau:
- Chỉ đạo việc chuẩn bị nội dung và chủ trì các công việc của Thị ủy, Ban Thường vụ và Thường trực Thị ủy; chủ trì và kết luận các hội nghị Thị ủy, Ban Thường vụ Thị ủy; chủ động đề xuất, trao đổi trong Thường trực Thị ủy những vấn quan trọng về phương hướng, chủ trương công tác, biện pháp chủ yếu để tổ chức lãnh đạo và triển khai thực hiện các nhiệm vụ kinh tế - xã hội, quốc phòng - an ninh và xây dựng hệ thống chính trị ở địa phương, các chủ trương, biện pháp để cải tiến và đổi mới phương thức lãnh đạo của Đảng, để trình Thị ủy, Ban Thường vụ Thị ủy xem xét và quyết định.
- Chỉ đạo tổ chức quán triệt, thực hiện, sơ kết, tổng kết các chỉ thị, nghị quyết của Đảng. Chỉ đạo và thường xuyên kiểm tra, giám sát việc thực hiện các nhiệm vụ trọng tâm trong từng thời kỳ, ở các khâu và lĩnh vực công tác khó khăn, phức tạp nhất; trực tiếp nắm và chỉ đạo những vấn đề cơ mật về quốc phòng, an ninh; chỉ đạo công tác xây dựng đảng trên cả 03 mặt: chính trị, tư tưởng và tổ chức; xây dựng đội ngũ cán bộ và công tác bảo vệ chính trị nội bộ; giữ gìn sự đoàn kết thống nhất trong Thị ủy, Ban Thường vụ và Thường trực Thị ủy. Giữ vững, đề cao các nguyên tắc tổ chức và sinh hoạt đảng, nhất là nguyên tắc tập trung dân chủ. Chủ trì việc lấy phiếu tín nhiệm đối với thành viên lãnh đạo cấp ủy theo quy định. Chủ trì giao ban Khối nội chính.
- Chỉ đạo và cùng đồng chí Phó bí thư thường trực Thị ủy giải quyết công việc hàng ngày của Đảng bộ; chỉ đạo đồng chí Phó bí thư Thị ủy - Chủ tịch Ủy ban Nhân dân thị xã lãnh đạo Ủy ban Nhân dân thị xã tổ chức triển khai thực hiện các chỉ thị, nghị quyết của Đảng liên quan đến công tác quản lý nhà nước ở địa phương. Thay mặt Thị ủy, Ban Thường vụ Thị ủy báo cáo với Tỉnh ủy, Ban Thường vụ Tỉnh ủy và thông báo cho cấp dưới về hoạt động của Thị ủy theo chế độ quy định; làm việc với Tỉnh ủy, Ban Thường vụ Tỉnh ủy và các ngành cấp trên khi cần thiết về tình hình các mặt của địa phương và chịu trách nhiệm về những nội dung báo cáo đó; ký các nghị quyết, chỉ thị và văn bản quan trọng của Thị ủy, Ban Thường vụ Thị ủy.
- Trực tiếp làm Bí thư Đảng ủy Quân sự thị xã.

## Danh sách Bí thư Thị ủy
Đại hội Đảng bộ không bầu trực tiếp bí thư
| STT | Thị xã     | Tỉnh Thành phố   | Khóa  | Bí thư             | Nhiệm kỳ   | Ghi chú                        |
| --- | ---------- | ---------------- | ----- | ------------------ | ---------- | ------------------------------ |
| 1   | An Khê     | Gia Lai          | XVI   | Trịnh Duy Thuân    | 13/8/2015- |                                |
| 2   | An Nhơn    | Bình Định        | XXIII | Đoàn Văn Phi       | 13/8/2015- |                                |
| 3   | Ayun Pa    | Gia Lai          | XVIII | Thái Thanh Bình    | 21/8/2015- |                                |
| 4   | Ba Đồn     | Quảng Bình       | XXIV  | Trần Thắng         | 20/8/2015- |                                |
| 5   | Bến Cát    | Bình Dương       | XI    | Nguyễn Hồng Khanh  | 26/8/2015- |                                |
| 6   | Bỉm Sơn    | Thanh Hóa        | X     | Nguyễn Tiến Thuận  | 4/8/2015-  |                                |
| 7   | Bình Long  | Bình Phước       | XI    | Huỳnh Thị Hằng     | 12/8/2015- |                                |
| 8   | Bình Minh  | Vĩnh Long        | XI    | Nguyễn Minh Dũng   | 12/6/2015- |                                |
| 9   | Buôn Hồ    | Đăk Lăk          | XV    | Y Biêr Niê         | 25/7/2015- |                                |
| 10  | Cai Lậy    | Tiền Giang       | I     | Châu Thị Mỹ Phương | 23/7/2015- |                                |
| 11  | Chí Linh   | Hải Dương        | XXII  | Nguyễn Hồng Sơn    | 3/6/2015-  |                                |
| 12  | Cửa Lò     | Nghệ An          | V     | Nguyễn Nam Đình    | 11/8/2015- |                                |
| 13  | Dĩ An      | Bình Dương       | XI    | Nguyễn Văn Lộc     | 31/7/2015- |                                |
| 14  | Duyên Hải  | Trà Vinh         | II    | Lâm Minh Đằng      | 27/8/2015- | Chưa bầu bí thư thị ủy         |
| 15  | Điện Bàn   | Quảng Nam        | XXII  | Lê Thân            | 30/7/2015- |                                |
| 16  | Đông Triều | Quảng Ninh       | XXIV  | Vũ Văn Học         | 31/7/2015- |                                |
| 17  | Đồng Xoài  | Bình Phước       | IV    | Trần Tuệ Hiền      | 15/7/2015- |                                |
| 18  | Gia Nghĩa  | Đắk Nông         | XI    | Trần Xuân Hiền     | 17/7/2015- |                                |
| 19  | Giá Rai    | Bạc Liêu         | XII   | Nguyễn Chí Thiện   | 30/7/2015- |                                |
| 20  | Gò Công    | Tiền Giang       | VII   | Nguyễn Hữu Lợi     | 7/8/2015-  |                                |
| 21  | Hà Tiên    | Kiên Giang       | XII   | Huỳnh Duy Minh     | 13/8/2015- |                                |
| 22  | Hoàng Mai  | Nghệ An          | I     | Đoàn Hồng Vũ       | 24/7/2015- |                                |
| 23  | Hồng Lĩnh  | Hà Tĩnh          | VI    | Hoàng Văn Quảng    | 5/8/2015-  |                                |
| 24  | Hồng Ngự   | Đồng Tháp        | II    | Hồ Văn Thống       | 21/8/2015- |                                |
| 25  | Hương Thủy | Thừa Thiên - Huế | XV    | Lê Văn Chính       | 13/8/2015- |                                |
| 26  | Hương Trà  | Thừa Thiên - Huế | XIII  | Trần Duy Tuyến     | 25/7/2015- |                                |
| 27  | Kiến Tường | Long An          | XI    | Phạm Tấn Hòa       | 24/7/2015- |                                |
| 28  | Kỳ Anh     | Hà Tĩnh          | I     | Nguyễn Đình Hải    | 17/8/2015- |                                |
| 29  | La Gi      | Bình Thuận       | X     | Nguyễn Thanh Nam   | 12/8/2015- |                                |
| 30  | Long Khánh | Đồng Nai         | III   | Nguyễn Văn Nải     | 11/8/2015- |                                |
| 31  | Long Mỹ    | Hậu Giang        | XI    | Lê Hữu Phước       | 25/8/2015- | Chưa tổ chức bầu bí thư thị ủy |
| 32  | Mường Lay  | Điện Biên        | XIII  | Lò Văn Mừng        | 18/8/2015- |                                |
| 33  | Ngã Bảy    | Hậu Giang        | XI    | Nguyễn Thiện Nhơn  | 8/7/2015-  |                                |
| 34  | Ngã Năm    | Sóc Trăng        | XI    | Phan Thanh Mừng    | 8/7/2015-  |                                |
| 35  | Nghĩa Lộ   | Yên Bái          | XIII  | Lò Thị Huân        | 24/7/2015- |                                |
| 36  | Ninh Hòa   | Khánh Hòa        | XVIII | Trần Công Hoán     | 20/8/2015- |                                |
| 37  | Phổ Yên    | Thái Nguyên      | I     | Lê Thanh Tuyết     | 21/8/2015- |                                |
| 38  | Phú Thọ    | Phú Thọ          | XXII  | Lê Kim Khánh       | 4/7/2015-  |                                |
| 39  | Phúc Yên   | Vĩnh Phúc        | III   | Khổng Sơn Trường   | 17/7/2015- |                                |
| 40  | Phước Long | Bình Phước       | XI    | Nguyễn Hoàng Thái  | 29/7/2015- |                                |
| 41  | Quảng Trị  | Quảng Trị        | VI    | Nguyễn Trần Huy    | 6/8/2015-  |                                |
| 42  | Quảng Yên  | Quảng Ninh       | XX    | Nguyễn Văn Vinh    | 22/7/2015- |                                |
| 43  | Sông Cầu   | Phú Yên          | XI    | Trần Hữu Thế       | 10/7/2015- |                                |
| 44  | Sơn Tây    | Hà Nội           | XX    | Nguyễn Quang Sơn   | 6/8/2015-  |                                |
| 45  | Tân Châu   | An Giang         | XI    | Nguyễn Đắc Tài     | 29/7/2015- |                                |
| 46  | Tân Uyên   | Bình Dương       | XI    | Võ Văn Bá          | 12/8/2015- |                                |
| 47  | Thái Hòa   | Nghệ An          | II    | Lê Tiến Trị        | 28/7/2015- |                                |
| 48  | Thuận An   | Bình Dương       | XI    | Đỗ Thành Tâm       | 18/6/2015- |                                |
| 49  | Từ Sơn     | Bắc Ninh         | XVII  | Trần Quang Huy     | 17/7/2015- |                                |
| 50  | Vĩnh Châu  | Sóc Trăng        | XI    | Phan Thanh Hiếu    | 10/8/2015- |                                |